# محمد بوشايب
محمد عبد العظيم بوشايب (مواليد 17 جويلية 1984 في بنغازي ليبيا) هو ممثل جزائري.

## أعمال

### سينما
| السنة | العنوان | الدور | تفاصيل |
| ----- | ------- | ----- | ------ |
| 2007  | مسخرة   | خليفة |        |

### تلفزيون
| السنة     | العنوان            | الدور         |
| --------- | ------------------ | ------------- |
| 2004      | ناس ملاح سيتي      |               |
| 2005      | أزرع ينبت          |               |
| 2005 2007 | الفهامة            |               |
| 2008      | جمعي فاميلي        | ررزقي/آريسطو  |
| 2009      | جمعي فاميلي 2      | ررزقي/آريسطو  |
| 2010      | ساعد القط 1        | ساعد          |
| 2011      | ساعد القط 2        | ساعد          |
| 2011      | جمعي فاميلي 3      | أررزقي/أريسطو |
| 2017      | قصبة سيتي          | بشير          |
| 2017      | بيبيش و بيبيشة 4   |               |
| 2024      | البراني            |               |
| 2025      | الحصلة العائلة 007 |               |

## روابط خارجية
- محمد بوشايب على موقع IMDb (الإنجليزية)
- محمد بوشايب على موقع ألو سيني (الفرنسية)
- محمد بوشايب على موقع أول موفي (الإنجليزية)
- محمد بوشايب على موقع قاعدة بيانات الفيلم (الإنجليزية)
- محمد بوشايب على موقع كينوبويسك (الروسية)